# مارتینا بیشوف
مارتینا بیشوف (انگلیسی: Martina Bischof؛ زادهٔ ۲۳ نوامبر ۱۹۵۷) قایقران کایاک اهل آلمان بود.